# Raucourt-et-Flaba

Raucourt-et-Flaba este o comună în departamentul Ardennes din nordul Franței. În 1 ianuarie 2022 avea o populație de 815 de locuitori.